# Jersey (tissu)
Pour les articles homonymes, voir Jersey (homonymie).
Le jersey est une maille fine tricotée, utilisée principalement par l'industrie de l'habillement.

## Historique
Ce tricot tire son nom de l'île de Jersey, où le mot désigne depuis la fin du XVIe siècle les produits textiles qui en sont originaires,. Confectionné à l'origine en laine, le jersey est maintenant également réalisé en coton ou en fibres synthétiques.
Ce tricot est aujourd'hui communément utilisé comme base pour les t-shirts. Il peut avoir différents grammages qui sont un indicateur de sa qualité.

## Caractéristiques
Le jersey est une étoffe qui a une élasticité naturelle grâce aux mailles tricotées (point jersey), même si le fil utilisé pour le tricotage a une élasticité nulle.
Contrairement aux tissus en chaîne et trame, les tissus en jersey ne s'effilochent pas sur les bords coupés à cru.
Les tissus en jersey ont une tendance à roulotter sur les bords coupés à cru. C'est pour cette raison qu'ils sont ourlés.
En tricot à plat, le tissu jersey est obtenu en alternant les rangs tricotés à l'endroit aux rangs tricotés à l'envers. En tricot circulaire, le tissu jersey est obtenu en tricotant tous les rangs à l'endroit.